# 404 Arsinoë
404 Arsinoë este un asteroid din centura principală, descoperit pe 20 iunie 1895, de Auguste Charlois.